# Clinton Sundberg
Pour les articles homonymes, voir Sundberg.
Clinton Sundberg est un acteur américain né le 7 décembre 1903 à Appleton, dans le Minnesota aux États-Unis, et mort le 14 décembre 1987 à Santa Monica en Californie.

## Filmographie
- 1933 : Come to Dinner
- 1946 : Lame de fond (Undercurrent) : M. Warmsley
- 1946 : Peines de cœur (Love Laughs at Andy Hardy) de Willis Goldbeck : Haberdashery Clerk
- 1947 : The Mighty McGurk de John Waters : Flexter
- 1947 : Undercover Maisie : Guy Canford
- 1947 : Living in a Big Way : Everett Hanover Smythe
- 1947 : Marchands d'illusions (The Hucksters) de Jack Conway : Michael Michaelson
- 1947 : Song of the Thin Man : M. Purdy, Réceptionniste de l'Hôtel Vesta
- 1947 : The Amazing Mr. Nordill : Operative 10
- 1947 : Song of Love : Dr. Richarz
- 1947 : Vive l'amour (Good News) : Professeur Burton Kennyon
- 1948 : La mariée est folle (The Bride Goes Wild) : Dentiste
- 1948 : Ainsi sont les femmes (A Date with Judy) : Jameson
- 1948 : Parade de printemps (Easter Parade) : Mike, le tenencier de bar
- 1948 : Monsieur Peabody et la Sirène (Mr. Peabody and the Mermaid) d'Irving Pichel : Mike Fitzgerald
- 1948 : Ce bon vieux Sam (Good Sam) : M. Nelson
- 1948 : Le Brigand amoureux (The Kissing Bandit), de László Benedek : Colonel Gomez
- 1948 : Ma vie est une chanson (Words and Music) : Shoe clerk
- 1948 : Tragique Décision (Command Decision) de Sam Wood : Maj. Homer V. Prescott
- 1949 : Big Jack de Richard Thorpe : C. Petronius Smith
- 1949 : Entrons dans la danse (The Barkleys of Broadway) de Charles Walters : Bert Felsher
- 1949 : Amour poste restante (In the Good Old Summertime) de Robert Z. Leonard : Rudy Hansen
- 1950 : La Clé sous la porte (Key to the City) : Mark Mont Desk Clerk
- 1950 : Les Cinq Gosses d'oncle Johnny (Father Is a Bachelor) d'Abby Berlin (en) et Norman Foster : Plato Cassin
- 1950 : Annie, la reine du cirque (Annie Get Your Gun) : Foster Wilson
- 1950 : Jamais deux sans toi (Duchess of Idaho) de Robert Z. Leonard : Matson
- 1950 : Le Chant de la Louisiane (The Toast of New Orleans) : Oscar, Riboudeaux's Assistant
- 1950 : Les Heures tendres (Two Weeks with Love) : M. Finlay
- 1950 : Mrs. O'Malley and Mr. Malone : Donald, le bookmaker de Steve
- 1951 : Sur la Riviera (On the Riviera) : Antoine
- 1951 : The Fat Man de William Castle : Bill Norton
- 1951 : Rendez-moi ma femme (As Young as You Feel), de Harmon Jones : Frank Erickson
- 1952 : La Belle de New York (The Belle of New York) : Gilford Spivak
- 1953 : Adorable Voisine (The Girl Next Door) : Samuels the butler
- 1953 : Sweethearts on Parade : Dr. Harold Wayne
- 1953 : The Caddy : Charles, Butler
- 1953 : Main Street to Broadway : M. Craig
- 1956 : Millionnaire de mon cœur (The Birds and the Bees) : Purser
- 1961 : L'Américaine et l'Amour (Bachelor in Paradise) : Rodney Jones
- 1962 : Les Amours enchantées (The Wonderful World of the Brothers Grimm) de George Pal : The Prime Minister ('The Cobbler and the Elves')
- 1962 : La Conquête de l'Ouest (How the West Was Won) : Hylan Seabury
- 1967 : Hotel : Morgan
- 1968 : Ombre sur Elveron (Shadow Over Elveron) (TV)
- 1980 : Snow White Christmas (TV) : Thinker (voix)
- 1993 : The Princess and the Cobbler : Soldat mourant (voix)